# Ross Barnett
Ross Robert Barnett (Standing Pine, 22 gennaio 1898 – Jackson, 6 novembre 1987) è stato un politico statunitense.
È stato governatore del Mississippi dal 1960 al 1964 e fu anche sostenitore delle leggi razziali.

## Carriera
Barnett nacque a Standing Pine, nella contea di Leake in Mississippi, ultimo di 10 figli. Il padre era un veterano dell'esercito confederato. Si pagò gli studi con lavori umili per poi combattere durante la prima guerra mondiale. Frequentò la Mississippi School of Law ad Oxford e nel frattempo si mantenne lavorando come allenatore in un liceo e insegnante in scuole domenicali.
Iniziata l'attività di avvocato a Jackson, negli anni quaranta divenne presidente della Mississippi Bar Association e nel 1951 tentò senza successo la carriera politica, riprovandoci una seconda volta nel 1955, ma sempre senza alcun risultato. Nel 1956 difese John Kasper, un segregazionista coinvolto in episodi violenti a sfondo razzista nel Tennessee. Tre anni dopo si candidò per la terza volta governatore del Mississippi per il partito democratico e risultò vincitore.
Durante gli anni del suo governo, Barnett sostenne in modo convinto la causa segregazionista nel suo Stato e si rese promotore di alcune iniziative volte a celebrare la Confederazione: nel 1961, per esempio, celebrò il centenario dalla guerra civile e ricordò i "figli del Mississippi", quei connazionali morti sotto l'insegna sudista. Barnett era inoltre membro del Citizen's Council, movimento sociale fautore del potere bianco.
Nel 1962, lo studente di colore James Meredith cercò di immatricolarsi all'Università del Mississippi: la sua scelta creò molto scompiglio tra la popolazione ostile ai neri e Barnett si schierò dalla parte di quest'ultima. Le sue prese di posizione conservatrici gli crearono qualche attrito con l'allora presidente Kennedy, il quale più volte lo contattò per telefono cercando di risolvere la questione. Alla fine Meredith riuscì a iscriversi, divenendo il primo studente di colore dell'istituto e Barnett fu condannato a pagare una multa di 10.000 dollari per aver ignorato una decisione approvata dalla Corte Suprema, cifra mai versata.